# امامزادگان حسن رضا و حسین رضا
امامزادگان حسن رضا و حسین رضا مربوط به دوران‌های تاریخی پس از اسلام دوره تیموریان؟ است و در فیروز کوه، ۶ کیلومتری شهر واقع شده و این اثر در تاریخ ۱۹ اسفند ۱۳۸۰ با شمارهٔ ثبت ۴۹۰۹ به‌عنوان یکی از آثار ملی ایران به ثبت رسیده است.